# Dioda prostownicza

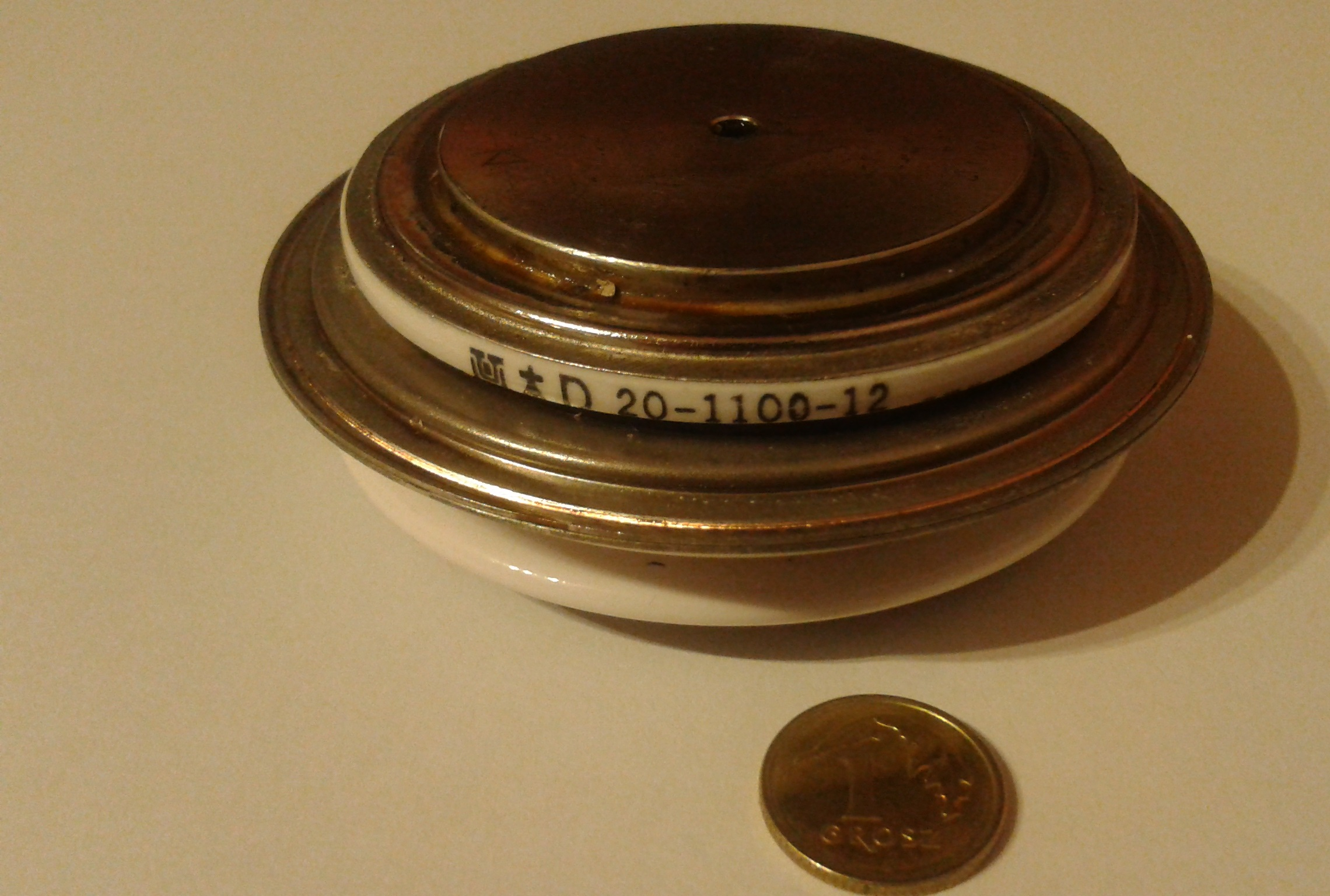
Dioda prostownicza 1,1 kiloampera, w obudowie pastylkowej

Dioda prostownicza – dioda półprzewodnikowa lub dioda próżniowa bądź gazowana przeznaczona głównie do prostowania prądu przemiennego, jej główną cechą jest możliwość przewodzenia prądu o dużym natężeniu.
Głównymi parametrami diod prostowniczych jest maksymalne dopuszczalne napięcie wsteczne (napięcie pomiędzy anodą i katodą w stanie zatkania) i maksymalny prąd przewodzenia. Parametry te określają możliwość użycia diody w konkretnym zastosowaniu. Obecnie w elektronice głównie stosowanymi są diody krzemowe o dopuszczalnym dużym natężeniu prądu. Diody germanowe mają znacznie mniejsze dopuszczalne napięcie wsteczne oraz niższą dopuszczalną temperaturę złącza (Tj = 75 °C dla diody germanowej oraz Tj = 150 °C dla diody krzemowej)
Innymi ważnymi parametrami diod prostowniczych jest maksymalny prąd chwilowy (określający odporność na przeciążenia), maksymalna moc tracona na diodzie, czas odzyskiwania zdolności zaworowej (wyznacza maksymalną częstotliwość prądu prostowanego).
Najpopularniejszym zastosowaniem diody prostowniczej jest prostowanie napięcia o częstotliwości sieci elektroenergetycznej.
Spotykane w praktyce zakresy pracy diod prostowniczych obejmują prądy o natężeniu od kilku mA (m.in. elektronika) do kilku kA (m.in. elektrotechnika) i napięcia od kilku V do kilkudziesięciu kV (kilowoltów).
Te elementy elektroniczne mogą być wykonane jako:
- diody półprzewodnikowe:
  - złączowe (ze złączem p-n)
  - diody Schottky’ego (ze złączem metal-półprzewodnik) gdy liczy się szybkość diody. Wariant diody prostowniczej z barierą Schottky’ego (zaletą jest UF = 0,5÷0,6 V, wadą natomiast małe napięcie w kierunku zaporowym) jest szczególnie ceniony[przez kogo?] w układach cyfrowych, gdzie szybkość przełączania diody odgrywa istotną rolę.
- lampy elektronowe:
  - typu dioda próżniowa zwana też kenotronem, w tym duodioda
  - oraz gazotron i ignitron bądź ekscytron.

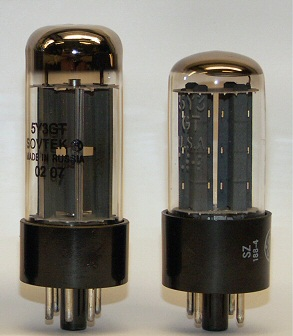
Kenotron pełnookresowy 5Y3GT prod. General Electric z USA, z ok. 1960 r. (z prawej) oraz (z lewej) 5Y3GT marki Sovtek z Rosji, z bieżącej produkcji (XXI w.).

## Parametry techniczne
- dopuszczalne parametry graniczne:
  - IFN – prąd znamionowy w kierunku przewodzenia (zwany inaczej maksymalnym średnim prądem przewodzenia diody IO),
  - IFRM – szczytowy, powtarzalny prąd przewodzenia diody (przykładowo dla impulsów o czasie trwania nie większym niż 3,5 ms oraz częstotliwości 50 Hz),
  - IFSM – szczytowy, niepowtarzalny prąd przewodzenia (np. dla pojedynczego impulsu o czasie trwania nie większym niż 10 ms),
  - URWM – szczytowe napięcie rewersyjne pracy (albo średnie, wsteczne napięcie podczas pracy diody w prostowniku jednopołówkowym z obciążeniem rezystancyjnym),
  - URRM – szczytowe, powtarzalne napięcie rewersyjne,
  - URSM – szczytowe, niepowtarzalne napięcie rewersyjne,
  - PTOT – maksymalna wartość mocy traconej na elemencie,
  - Tj – maksymalna temperatura złącza,
  - Rth – rezystancja cieplna w danych warunkach pracy,

## Parametry charakterystyczne
- - UF – napięcie przewodzenia przy ustalonym prądzie przewodzenia IF (najczęściej przy maksymalnym średnim prądzie wyprostowanym IO, nazywanym również prądem znamionowym IFN),
  - IR – wsteczny prąd przy wstecznym napięciu szczytowym pracy URWM.